# Numero scarsamente totiente
In teoria dei numeri, un numero scarsamente totiente è un intero n tale che
φ(m)>φ(n),
per ogni m maggiore di n, dove φ rappresenta la funzione totiente di Eulero.  
È cioè il più grande numero con un dato numero di coprimi minori o uguali a esso. I primi numeri scarsamente totienti sono: 
2, 6, 12, 18, 30, 42, 60, 66, 90, 120, 126, 150, 210, 240, 270, 330, 420, 462, 510, 630, 660, 690, 840, 870, 1050.
Tutti i numeri scarsamente totienti sono pari. Per ogni k, il k-esimo primoriale moltiplicato per il k-esimo numero primo è sempre scarsamente totiente.